# Elminster Aumar
Elminster Aumar (született DR 212-ben) Ed Greenwood kitalált karaktere, Árnyasvölgy Bölcse, nagyhatalmú mágus. Elminster volt az első karakter, amelyet Ed a Forgotten Realms kapcsán létrehozott. Vele kapcsolatos információkat szinte az összes ilyen témájú videójátékból gyűjthetünk, de a legjobb forrás kétségtelenül az Elminster-sorozat, melynek könyvei: Elminster: Egy mágus születése; Elminster Myth Drannorban; Elminster megkísértése; Elminster a pokolban; Elminster lánya.

## Életrajz
Talán Elminster a leghíresebb személy Torilon, de egészen biztosan a legkiemelkedőbb bölcs Faerun-szerte. Maroknyi ember tudja csupán a pontos életkorát, de körülbelül 1100. nyár lehet a háta mögött (ugyanis ő Mystra, a mágia istennőjének kiválasztottja, így közel halhatatlan). Árnyasvölgyben él egy toronyban, amely kívülről egy szélmalomra emlékeztet. Nem szereti ugyanis, ha túl sokan zargatják…
Mielőtt Elminster mágussá vált volna, addig Athalantar hercegének fia volt. Miután apját meggyilkolták, El bosszút esküdött, elutasítva mindenféle mágiát. De éppen ez a bosszúszomjas út, amelyben harcosként és tolvajként egyaránt működött, vezette el Mystrához. Az istennő nővé változtatta Elminstert, hogy az jobban érezze a mágiát, és tisztában legyen vele, milyen érzés nőnek lenni. Néhány évig így tehát, mint Mystra papnője tevékenykedett. Később Mystra egyik avatárja, Sötétszemű Myrjala tanította Elminstert a mágia útjain.
Elminster rendszeresen tartja a kapcsolatot a többi Kiválasztottal telepatikus úton. Ahogyan korábban megosztotta ágyát magával az istennővel is, aképpen most a Hét Nővér egyikéhez, a Simbulhoz fűzik gyengéd szálak. Elminster és Khelben mondhatni rivalizálnak egymással, míg Volo gyakran próbára teszi az Öreg Mágus türelmét.
Megszámlálhatatlan faeruni kalandozásai mellett El más síkokon is megfordult, ezek közül a legnevezetesebb a Kilenc Pokol volt. Élete egyik célja az embereken való segítés, bár ezt különös módon teszi: furfangos üzeneteket és próbákat állít a célszemély elé, aki így rákényszerül arra, hogy problémáját Elminsterrel együtt oldja meg.